# 25100 Zhaiweichao
25100 Zhaiweichao este un asteroid din centura principală de asteroizi.

## Descriere
25100 Zhaiweichao este un asteroid din centura principală de asteroizi. A fost descoperit pe 14 septembrie 1998 la Socorro, New Mexico, în cadrul proiectului LINEAR. Asteroidul prezintă o orbită caracterizată de o semiaxă mare de 2,43 ua, o excentricitate de 0,13 și o înclinație de 4,2° în raport cu ecliptica.